# Чуката (Пловдивська область)
Чу́ката (болг. Чуката) — село в Пловдивській області Болгарії. Входить до складу общини Лики.

## Населення
За даними перепису населення 2011 року у селі проживали 0 осіб.
Динаміка населення: